# Amazon Kindle

Logo Amazon Kindle

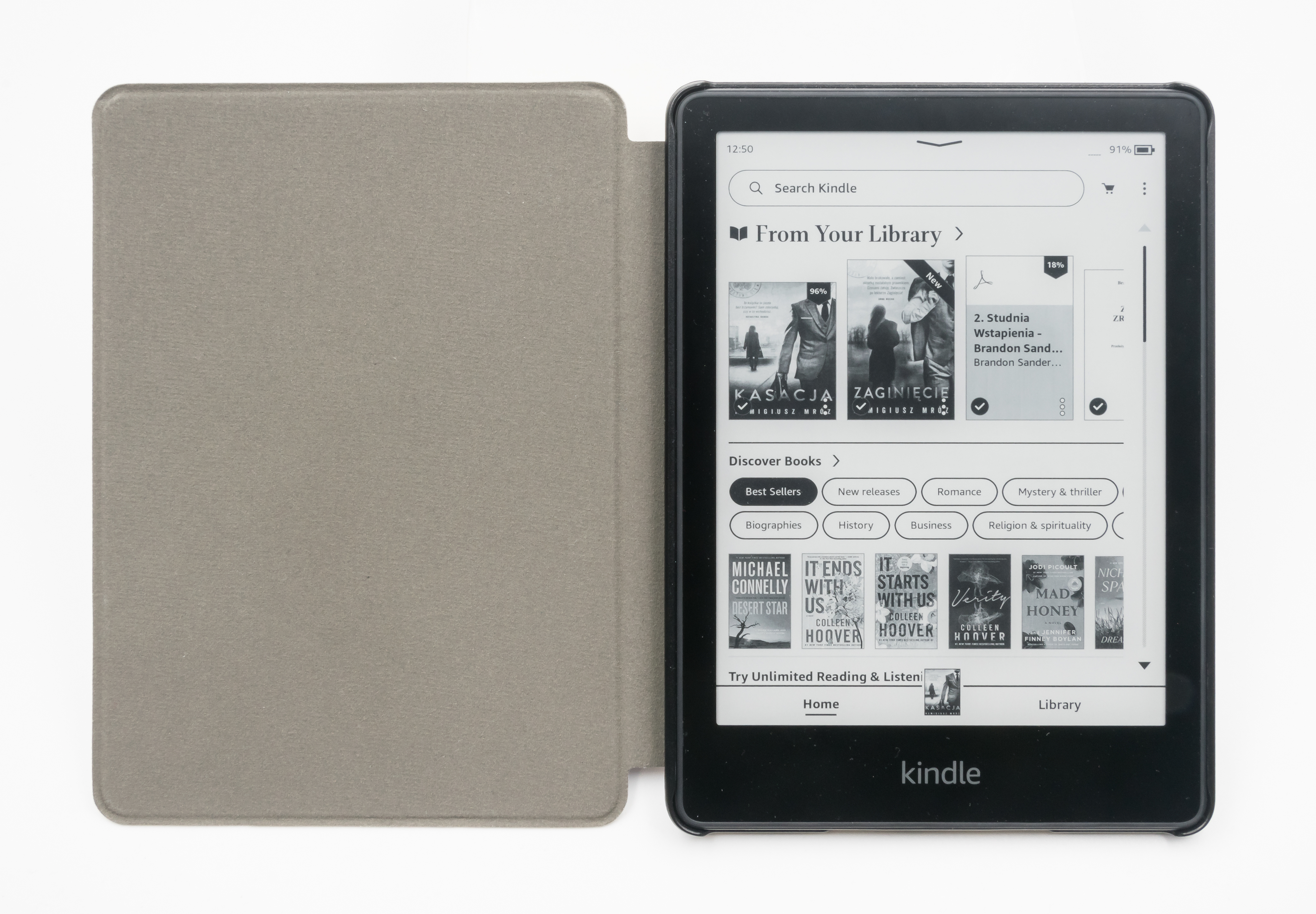
Amazon Kindle Paperwhite

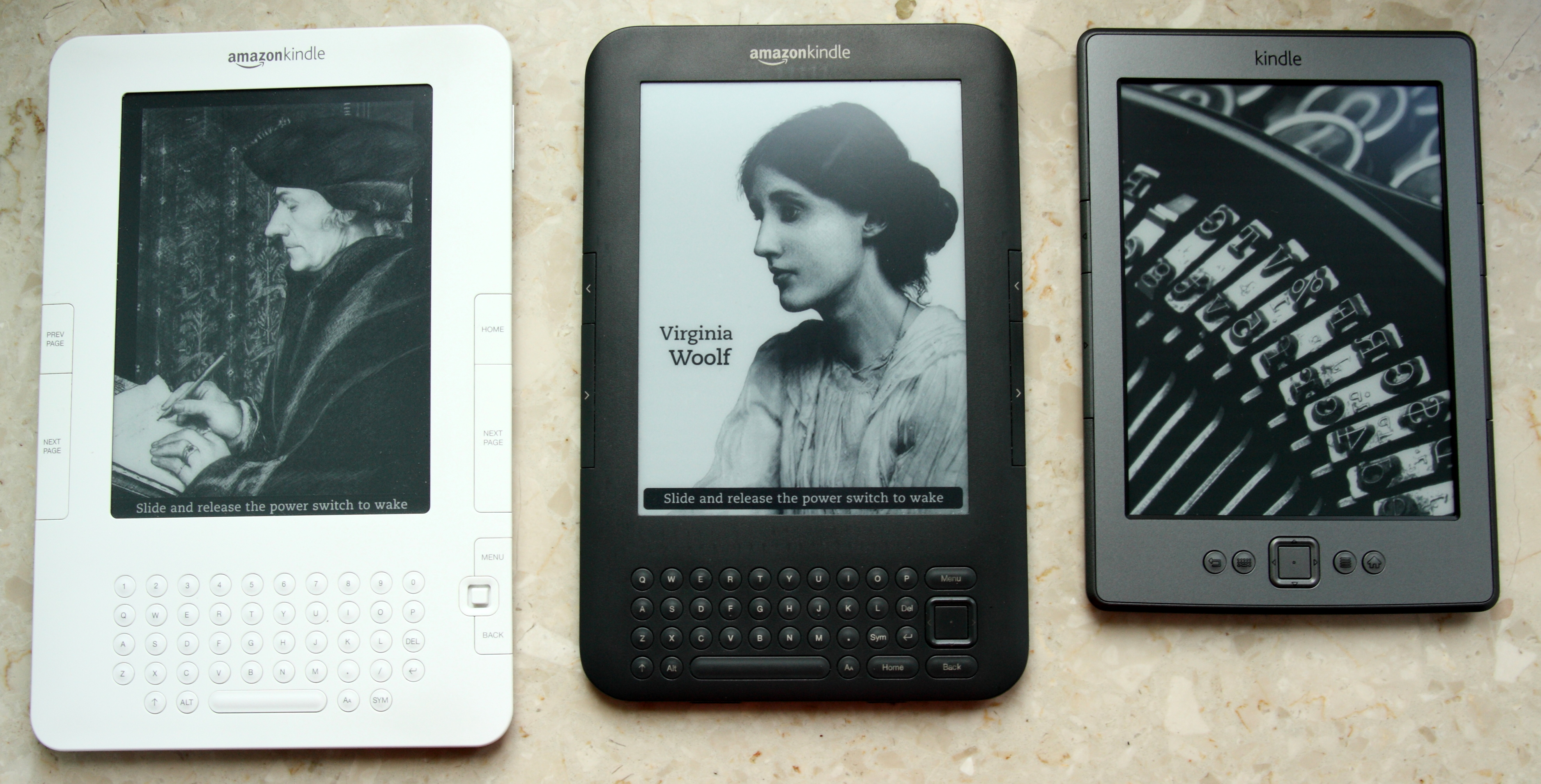
Kindle 2, Kindle 3 oraz podstawowa wersja Kindle 4

Amazon Kindle (wym. [ˈkɪndl̩], ang. kindle „rozpalić, zapalić”) – przenośne urządzenie do czytania książek elektronicznych (e-booków) i e-gazet, wykorzystujące ekran w technologii E Ink, wprowadzone przez firmę Amazon.com na rynek amerykański w listopadzie 2007 roku. Kindle korzysta z własnego formatu plików AZW, opartego na standardzie Mobipocket, jak również z własnego systemu DRM, odmiennego niż używany w pozostałych (także polskich) wydawnictwach z firmy Adobe. Odczytuje również inne formaty e-booków. Książki można za niewielką opłatą (od 2 dolarów) ściągnąć, używając wbudowanej sieci Amazon Whispernet. Dzięki modemowi 3G i sieci firmy AT&T oraz jej partnerów roamingowych dostęp do sklepu Amazon można uzyskać z wielu krajów na świecie, w tym z Polski.
Kindle jest najpopularniejszym czytnikiem e-booków w Polsce. Według badania przeprowadzonego w połowie 2011 r. przez firmę Nexto, Kindle stanowiło 60% spośród około 60 tysięcy czytników w Polsce.

## Wersje urządzenia

### Kindle

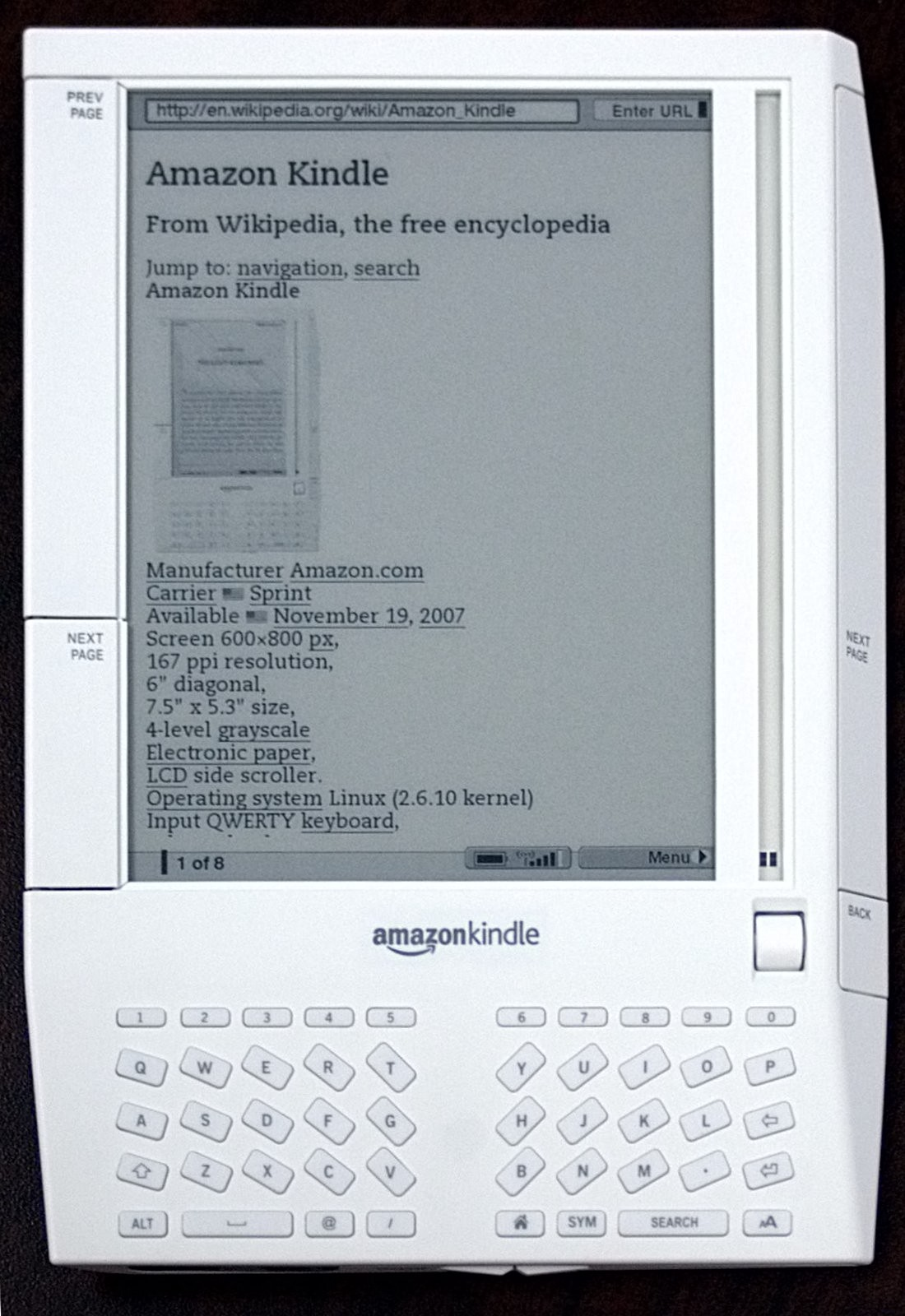
Pierwszy model Kindle

Pierwsza wersja, zwana Kindle, zawierała 6-calowy ekran o 4-stopniowej skali szarości oraz 250 MB pamięci wewnętrznej. W pamięci mogła się pomieścić zawartość ok. 200 książek. Dodatkowo pamięć można było rozbudować dzięki kartom SD. Urządzenie kosztowało 399 dolarów (później 359 dolarów) i było sprzedawane tylko na terenie Stanów Zjednoczonych. Była to jedyna wersja z czytnikiem kart pamięci, we wszystkich nowszych wersjach zrezygnowano z możliwości rozbudowy pamięci.

### Kindle 2

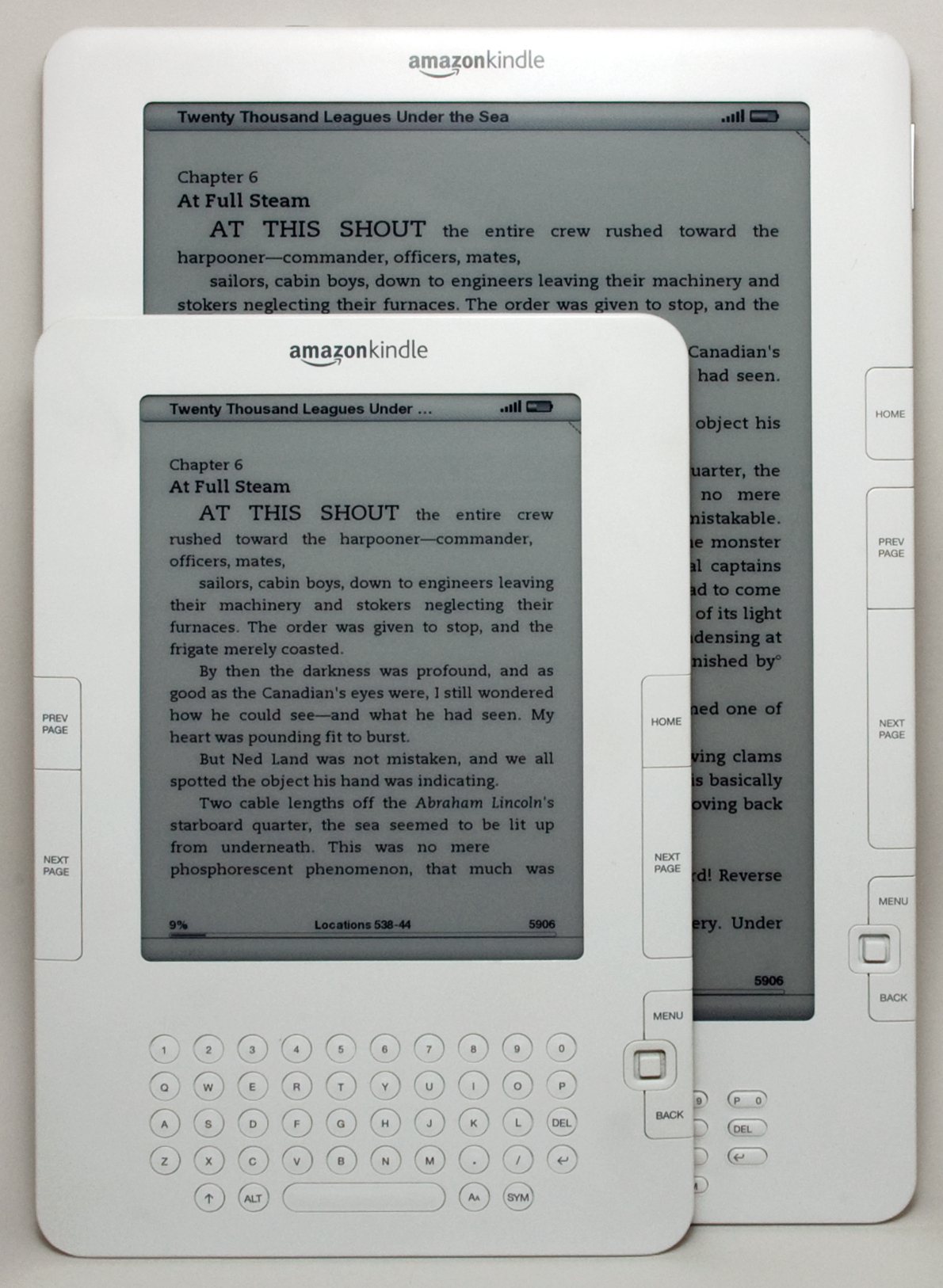
Kindle DX oraz Kindle 2

Kindle 2 wprowadzono na rynek 9 lutego 2009 r. Urządzenie miało 16-stopniową skalę szarości, pamięć 1,4 GB oraz możliwość głośnego odtwarzania czytanych tekstów. Jego cena wynosiła początkowo 359 dolarów, potem zmniejszyła się do 259 dolarów, a w czerwcu 2010 r. do 189 dolarów. 7 października 2009 r. Amazon ogłosił, że będzie sprzedawał swój produkt także poza USA. Wersja międzynarodowa, dostępna w sprzedaży od 22 października 2009, działa w ponad 100 państwach. Od maja 2010 r. w tych państwach działa także darmowe połączenie z Internetem, dzięki modemowi 3G. Wcześniej dostępne były tylko: anglojęzyczna Wikipedia oraz sklep Kindle.

### Kindle DX
6 maja 2009 r. pojawiła się większa wersja czytnika, Kindle DX. Miał on 3,3 GB pamięci (ok. 3500 książek) i 9,7-calowy ekran o rozdzielczości 1200×820. Posiadał też wbudowany darmowy dostęp do Internetu przez połączenie 3G (roaming na całym świecie). Początkowo jego cena wynosiła 489 dolarów. W połowie 2010 r. ukazała się zaktualizowana wersja Kindle DX Graphite, z nowszym ekranem e-ink o wyższym kontraście. Cenę obniżono wówczas do 379 dolarów.
Na początku października 2012 r. Amazon obniżył cenę DX do 299 dolarów, a w połowie miesiąca wycofał go ze sprzedaży.

### Kindle 3 / Kindle Keyboard

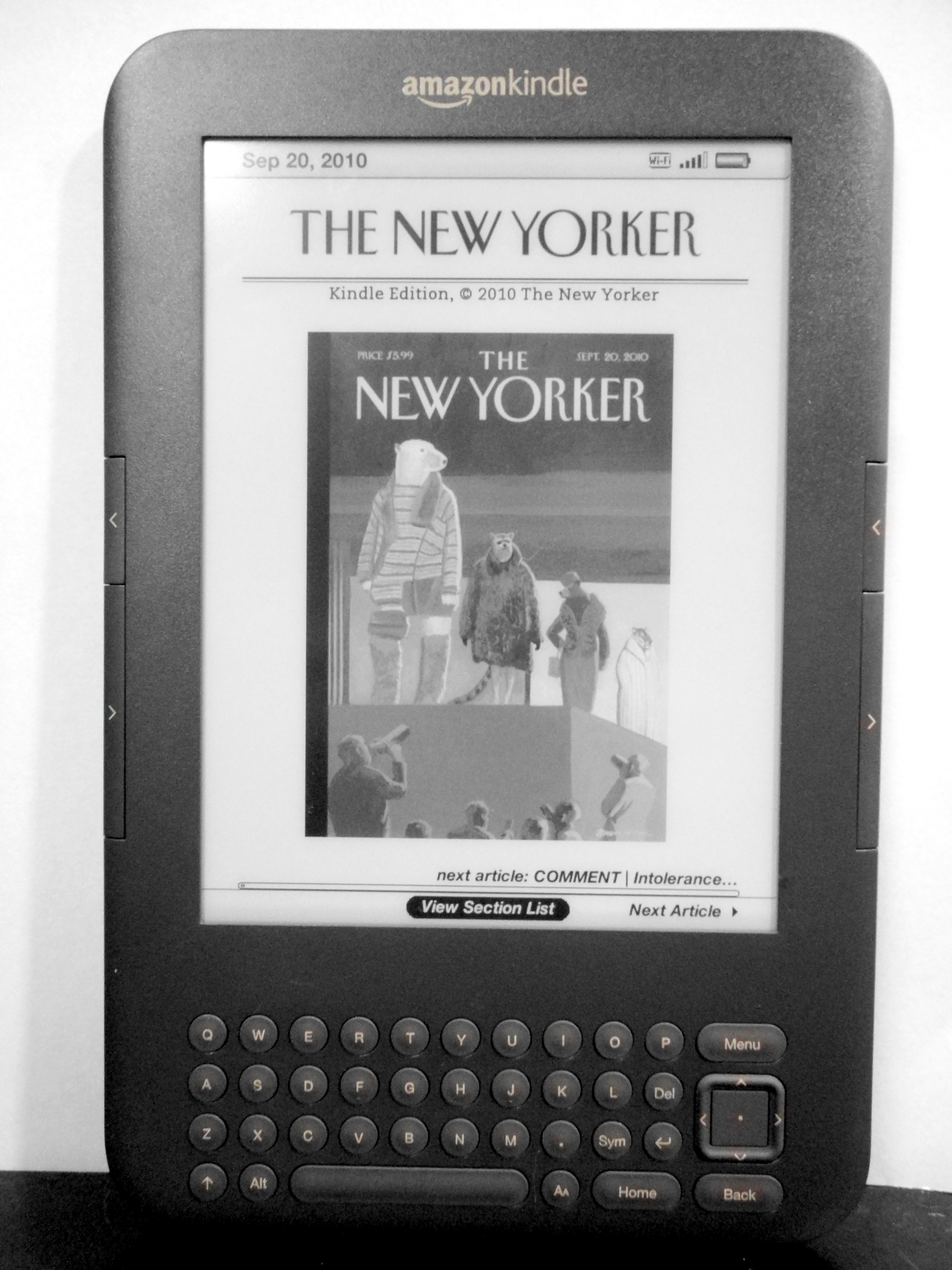
Kindle 3 z wydaniem The New Yorker

Trzecia edycja 6-calowego czytnika ukazała się 27 sierpnia 2010 r. We wrześniu 2011 r., w związku z wprowadzeniem nowych czytników, Amazon zmienił nazwę Kindle 3 na Kindle Keyboard. Posiadał on nowszy ekran e-ink o wyższym kontraście i 3,3 GB pamięci na książki. Był oferowany w dwóch wersjach, różniących się sposobem połączenia z Internetem. Tańsza wersja (139 dolarów w dniu premiery) zawierała wyłącznie Wi-Fi, podczas gdy droższa (189 dolarów) Wi-Fi oraz modem 3G. Modem 3G umożliwia (podobnie jak w Kindle 2) bezpłatne połączenie z Internetem w kilkudziesięciu krajach świata za pomocą wbudowanej przeglądarki internetowej. Transmisja w ramach darmowych połączeń 3G może być limitowana do 50 MB miesięcznie.

### Urządzenia Kindle z 2011
Czwartą generację czytników Kindle Amazon zaprezentował we wrześniu 2011 r.

#### „Kindle”
Czytnik nazwany przez Amazon po prostu Kindle, ukazał się 28 września 2011 r. Jest to okrojona, mniejsza, lżejsza i tańsza (109 dolarów w dniu premiery) wersja czytnika, pozbawiona fizycznej klawiatury, bez możliwości odtwarzania plików audio. Posiada również mniej pamięci wewnętrznej – 1,2 GB – i mniej pojemną baterię. Dostępny jest zakup w jeszcze niższej cenie (79 dolarów w dniu premiery), jednak tylko na terenie Stanów Zjednoczonych, w zamian za pojawiające się na ekranie reklamy.
We wrześniu 2012 r. obniżono cenę czytnika do 89 dolarów (69 dolarów w wersji „Special Offers” z reklamami) i zaprezentowano jego edycję w czarnej obudowie.

#### Kindle Touch

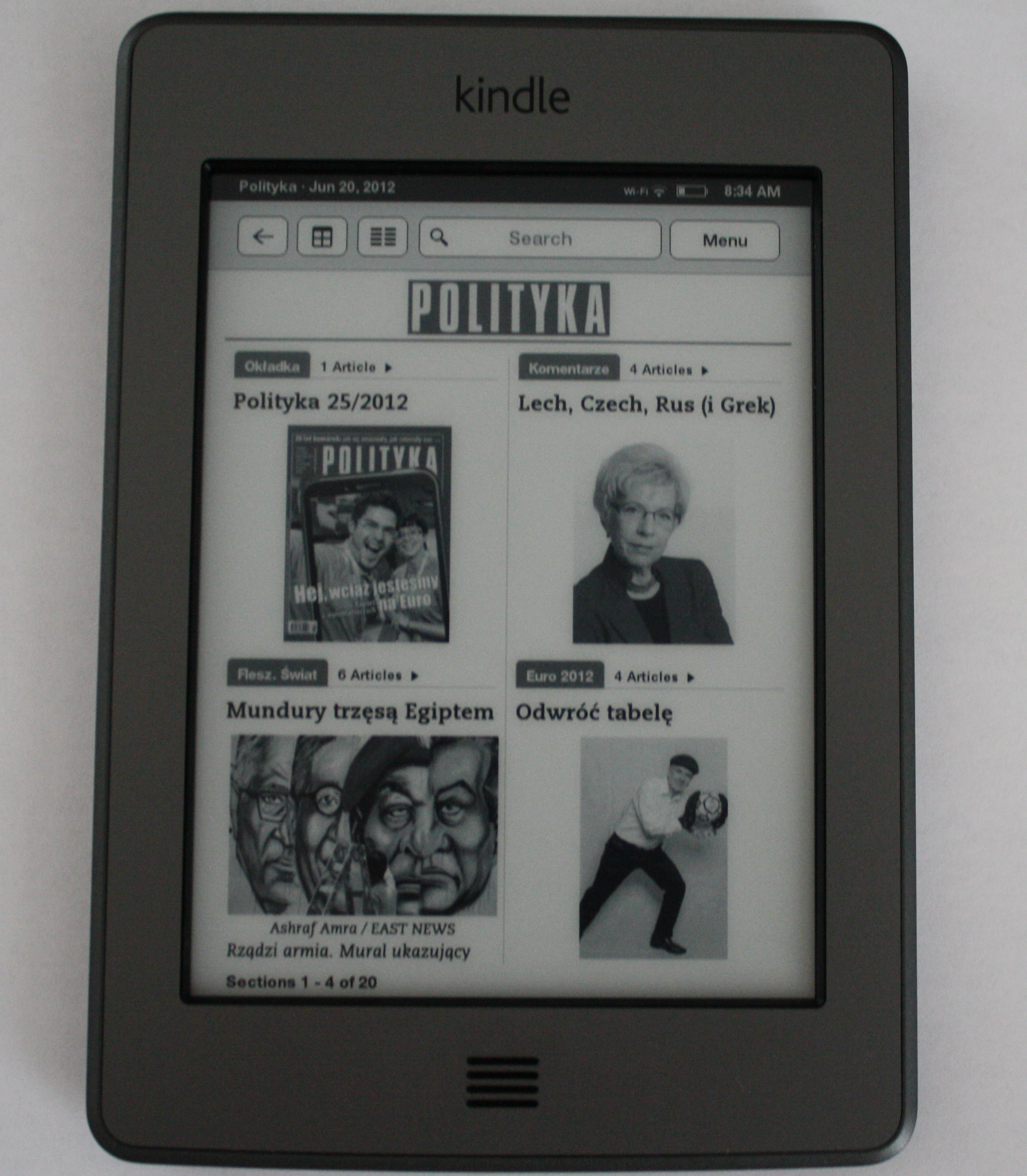
Kindle Touch z wydaniem Polityki

W listopadzie 2011 r. premierę miał Kindle Touch, czyli wersja Kindle 4, w której producent zamiast klawiatury zamieścił ekran dotykowy. Nowy czytnik miał taką samą pojemność pamięci jak Kindle 3 (ok. 3,3 GB dla użytkownika). Urządzenie dostępne było w wersji Wi-Fi (99 $ z reklamami i 139 $ bez reklam), z kolei wersja z 3G, która umożliwiała połączenie z Amazon Store i Wikipedią (a nie jak w Kindle 3 – ze wszystkimi serwisami) kosztowała od 149 $ (z reklamami) do 189 $ (bez reklam). Kindle Touch dostępny był w momencie premiery tylko w Stanach Zjednoczonych, od lutego 2012 r. sprzedawany był także w wersji międzynarodowej.

#### Kindle Fire
Nie był to już czytnik książek, ale dotykowy tablet z kolorowym wyświetlaczem IPS, o przekątnej 7″. Urządzenie oparte zostało na systemie Android. Zawiera przeglądarkę internetową Silk Browser oraz możliwość pobierania cyfrowych treści (filmy, książki, muzyka, aplikacje) ze sklepu Amazona. Cena urządzenia to 199 $. Sprzedawane jest wyłącznie w Stanach Zjednoczonych, podobnie tylko w USA dostępna jest większość treści (poza książkami).

### Urządzenia Kindle z 2012
We wrześniu 2012 r. Amazon zaprezentował odświeżoną wersję „zwykłego” Kindle, z nową obudową i oprogramowaniem, a także nowe modele Kindle Paperwhite i Fire.

#### Kindle Paperwhite
Kindle Paperwhite był następcą Kindle Touch i pierwszym czytnikiem Amazonu z dodatkową warstwą oświetlającą ekran przy pomocy diod LED. Miał też wyższą rozdzielczość (1024×758). Czytnik był w całości obsługiwany dotykowo, a poziom oświetlenia można było regulować. W październiku 2013 r. ukazała się jego nowa wersja, określana jako „All-New Paperwhite” (z procesorem 1 GHz zamiast 800 MHz i ekranem Carta zamiast Pearl). W lipcu 2014 r. podwojono (z 2 GB do 4 GB) pamięć czytników wysyłanych do Europy.

#### Kindle Fire HD
Kindle Fire HD to wersja tabletu Amazonu z ekranem o przekątnej 8,9 cali i wysokiej rozdzielczości (1920×1200), przednią kamerą oraz procesorem dwurdzeniowym, sprzedawana w cenach 299-499 $.

### Kolejne generacje Kindle
W 2014 r. Amazon wypuścił dwa nowe czytniki: Kindle 7 i Kindle Voyage. Drugie z tych urządzeń było czytnikiem o największej rozdzielczości i kontraście ze wszystkich dostępnych wówczas na rynku.

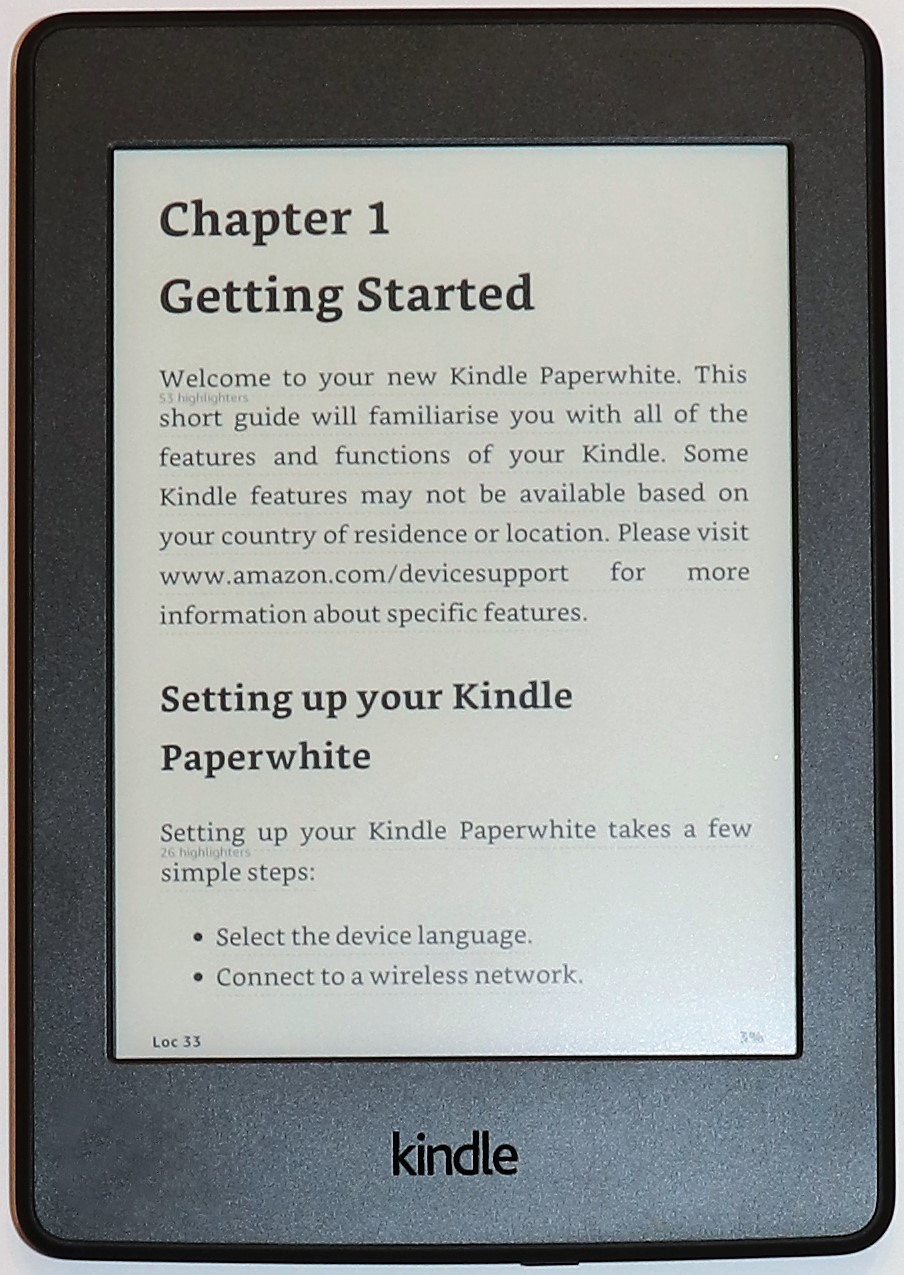
Amazon Kindle Paperwhite 3

W czerwcu 2015 r. ukazała się trzecia generacja Kindle Paperwhite z ekranem o rozdzielczości 1448x1072 (300 ppi). W listopadzie 2018 r. firma zaprezentowała czwartą generację tego czytnika. Był to pierwszy wodoodporny model Paperwhite.
W kwietniu 2016 r. na rynek trafił Kindle Oasis. Jego asymetryczny design i wbudowany akcelerometr miał ułatwić trzymanie czytnika w jednej ręce. W czerwcu tego samego roku ukazał się również Kindle 8, czyli kolejna ulepszona wersja podstawowego czytnika Amazonu.
W październiku 2017 r. miała premierę druga generacja Kindle Oasis. Był to pierwszy czytnik Amazonu z ekranem o przekątnej 7 cali.
Pod koniec 2018 wyszła kolejna wersja „Kindle Paperwhite 4”, posiadająca 8 GB lub 32 GB pamięci wbudowanej.

## Cechy i możliwości
Urządzenia Kindle obsługują słownik i funkcje wyszukiwania w Wikipedii podczas zaznaczania słowa w e-booku. Typ czcionki, rozmiar i marginesy można dostosować. Kindle są ładowane poprzez podłączenie do portu USB komputera lub do zasilacza sieciowego. Użytkownicy także mogą używać adaptera audio do słuchania dowolnego e-booka czytanego na głos na obsługiwanych Kindlach. Ci, którzy mają problem z czytaniem tekstu, mogą użyć czcionki Amazon Ember Bold dla ciemniejszego tekstu lub pogrubić jedną z wielu standardowych czcionek.
Kindle zawiera także funkcje eksperymentalne, takie jak przeglądarka internetowa korzystająca z NetFront opartego na WebKit. Przeglądarka może swobodnie uzyskać dostęp do Kindle Store i Wikipedii w modelach 3G, podczas gdy przeglądarka może być ograniczona do 50 MB danych miesięcznie do stron internetowych innych niż Amazon i Wikipedia. Inne możliwe funkcje eksperymentalne, w zależności od modelu, to m.in. Text-to-Speech, który może odczytać tekst z e-booków i odtwarzacza MP3, przykładowo do odtwarzania muzyki podczas czytania.
Aktualizacje systemu operacyjnego Kindle zostały zaprojektowane tak, aby były odbierane bezprzewodowo i instalowane automatycznie w trybie uśpienia, w którym włączono Wi-Fi. Użytkownik może ręcznie instalować aktualizacje oprogramowania układowego, pobierając oprogramowanie sprzętowe dla swojego urządzenia i kopiując plik do głównego katalogu urządzenia. System operacyjny Kindle używa jądra Linux z aplikacją Java do czytania e-książek.

### UsługaSend-to-Kindle
Amazon oferuje usługę e-mail o nazwie „Send-to-Kindle”, która pozwala użytkownikowi wysyłać strony HTML, dokumenty Microsoft Word, GIF, PNG i BMP bezpośrednio do biblioteki Kindle użytkownika w Amazon. Wysyłanie pliku jest bezpłatne, jeśli jest pobierane za pomocą Wi-Fi lub 0,15 USD za MB przy korzystaniu z usługi 3G telefonu Kindle. Kiedy Amazon odbierze plik, konwertuje plik do formatu Kindle i przechowuje go w internetowej bibliotece użytkownika (zwanej „Twoimi treściami”). Oprócz wspomnianych wyżej typów dokumentów usługa ta może być używana do wysyłania niezabezpieczonych plików MOBI do biblioteki Kindle użytkownika. Do dokumentów osobistych usługi Send-to-Kindle można uzyskać dostęp za pośrednictwem wszystkich urządzeń sprzętowych Kindle, a także urządzeń z systemem iOS i Android przy użyciu aplikacji Kindle.

### Wiele urządzeń i organizacja
E-book można pobrać z Amazon na kilka urządzeń jednocześnie, o ile urządzenia są zarejestrowane na tym samym koncie Amazon. Limit udostępniania zazwyczaj waha się od jednego do sześciu urządzeń, w zależności od niejawnej liczby licencji ustalonej przez wydawcę. Po osiągnięciu limitu użytkownik musi usunąć e-book z jakiegoś urządzenia lub wyrejestrować urządzenie zawierające e-book, aby dodać e-book do innego urządzenia.
Oryginalny Kindle i Kindle 2 nie pozwalały użytkownikowi na organizowanie książek w folderach. Użytkownik może wybrać tylko rodzaj treści wyświetlanej na ekranie głównym i organizację według autora, tytułu lub daty pobrania. Oprogramowanie Kindle w wersji 2.5 pozwoliło na uporządkowanie książek w „Kolekcje”, które zachowują się jak niestrukturalne tagi / etykiety: kolekcja nie może zawierać innych kolekcji, a jedna książka może zostać dodana do wielu kolekcji. Te kolekcje są zwykle ustawiane i organizowane na samym Kindle, jedna książka na raz. Zbiór wszystkich zbiorów pierwszego urządzenia Kindle można zaimportować do drugiego urządzenia Kindle, które jest podłączone do chmury i jest zarejestrowane dla tego samego użytkownika. Wyniku tej operacji dokumenty znajdujące się na drugim urządzeniu są teraz uporządkowane zgodnie z kolekcjami pierwszego urządzenia. Nie ma możliwości uporządkowania według serii, ponieważ format AZW nie zawiera niezbędnych pól metadanych.

### X-Ray
X-Ray to narzędzie odniesienia, które jest wbudowane w urządzenia Kindle Touch i nowsze, tablety Fire, aplikację Kindle na platformy mobilne i Fire TV. X-Ray pozwala użytkownikom dokładniej poznać zawartość książki, uzyskując dostęp do wstępnie załadowanych plików z odpowiednimi informacjami, takimi jak najczęściej występujące postacie, lokalizacje, motywy lub pomysły.

### Adnotacje
Użytkownicy mogą tworzyć zakładki, zaznaczać i przeszukiwać treści. Strony mogą być zakładkami w celach informacyjnych, a notatki można dodawać do odpowiednich treści. Podczas gdy książka jest otwarta na wyświetlaczu, opcje menu pozwalają użytkownikom wyszukiwać synonimy i definicje z wbudowanego słownika. Urządzenie zapamiętuje również ostatnią stronę czytaną dla każdej książki. Strony można zapisać jako „wycinek” lub plik tekstowy zawierający tekst aktualnie wyświetlanej strony. Wszystkie wycinki są dołączane do jednego pliku, który można pobrać przez kabel USB. Z powodu formatu TXT pliku wycinków, całe formatowanie (takie jak pogrubienie, kursywa, większe czcionki dla nagłówków itp.) są usuwane z oryginalnego tekstu.

### Obsługa formatów i modernizacja modeli
Pierwszy Kindle mógł czytać niechronione pliki Mobipocket (MOBI, PRC), pliki tekstowe (TXT), książki formatu Topaz (TPZ) i format AZW Amazon.
Kindle 2 dodał natywne możliwości PDF z aktualizacją oprogramowania układowego w wersji 2.3. Kindle 1 nie mógł odczytać plików PDF, ale Amazon zapewnia eksperymentalną konwersję do natywnego formatu AZW z zastrzeżeniem, że nie wszystkie pliki PDF mogą poprawnie formatować. Kindle 2 dodał możliwość odtwarzania formatu Audible Enhanced (AAX) oraz może również wyświetlać pliki HTML.
Kindle czwartego / piątego / siódmego / ósmego pokolenia, Touch, Paperwhite (pierwsza, druga i trzecia generacja), Voyage i Oasis (pierwsza i druga generacja) mogą wyświetlać pliki AZW, AZW3, TXT, PDF, niezabezpieczone pliki MOBI i PRC natywnie. Pliki HTML, DOC, DOCX, JPEG, GIF, PNG i BMP można wykorzystywać w procesie konwersji. Touch i Oasis 2 mogą również odtwarzać pliki Audible Enhanced (AA, AAX) i MP3. Siódma generacja Kindle, Kindle Paperwhite (2 i 3), Voyage i Oasis (1 i 2) mogą wyświetlać pliki KFX natywnie. KFX jest następcą Amazona formatu AZW3 (Kindle 8).

## Kindle Direct Publishing
Równocześnie z prezentacją czytnika Kindle pierwszej generacji w listopadzie 2007 roku Amazon udostępnił bezpłatną usługę umożliwiającą autorom publikowanie utworów bez wydawnictw, a także ich sprzedaż w formie e-booków w księgarni internetowej Kindle Store w cenie od 0,99 do 200 USD.
Dzięki Kindle Direct Publishing przesłany przez autora dokument zostaje automatycznie przetworzony do formatu plików AZW, odczytywanego przez czytniki z rodziny Kindle. Publikowane dzięki Kindle Direct Publishing e-booki mogą być zabezpieczenie przez własny system DRM, odmienny niż używany w pozostałych wydawnictwach. E-book w ciągu 12–24 godzin pojawia się w księgarni internetowej Kindle Store. Autor za sprzedaż swoich utworów otrzymuje honorarium w wysokości 35 lub 70% ceny netto e-booka.
Uruchomienie Kindle Direct Publishing wpłynęło na wzrost popularności literatury wydawanej samodzielnie przez autorów (self-publishingu) oraz upowszechnienie się czytelnictwa e-booków. W 2010 roku pojawiły się pierwsze doniesienia prasowe o poważnych sukcesach sprzedażowych autorów korzystających z tej usługi. Pierwszym w historii autorem, któremu udało się sprzedać milion swoich e-booków opublikowanych dzięki Kindle Direct Publishing jest John Locke, którego sukces wkrótce powtórzyła Amanda Hocking.
Jednym z pierwszych polskich autorów wykorzystującym Kindle Direct Publishing był Aleksander Sowa, którego powieść „Umrzeć w deszczu” jest pierwszą polską powieścią wcześniej wydaną w formie papierowej, a następnie opublikowaną w Kindle Store. Obecnie możliwe jest publikowanie treści za pośrednictwem usługi Kindle Direct Publishing w 40 językach, przy czym nie jest wspierany język polski. W związku z tym, sprzedaż publikacji w języku polskim była kilkakrotnie blokowana.

## Formaty obsługiwane przez Kindle
Wraz z premierą Kindle Amazon wprowadził własny format książek AZW, który stanowi zabezpieczoną DRM modyfikację formatu Mobipocket (który również jest odczytywany). Kindle natywnie nie odczytuje książek w formacie EPUB, który stał się standardem w publikowaniu e-booków, choć jest możliwa jego konwersja.

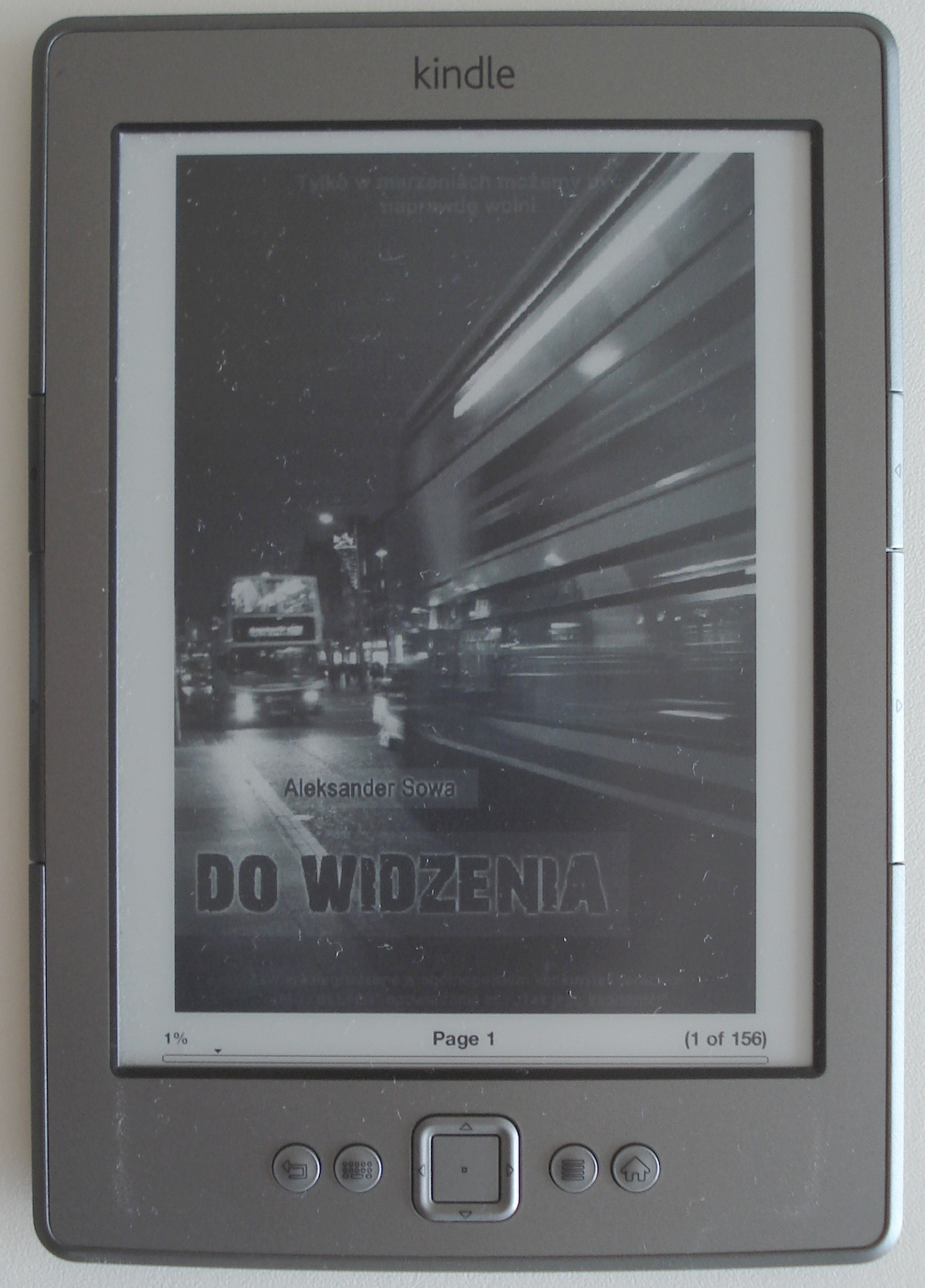
Amazon Kindle 4 z widoczną stroną tytułową e-booka w formacie PDF

Lista formatów obsługiwanych przez Kindle:
- KF8 – Kindle Format 8,
- AZW,
- MOBI, PRC – format Mobipocket
- TXT,
- PDF (obsługa od Kindle 2 od wersji oprogramowania 2.3)[37].

Czytniki Kindle do Kindle Touch (2011-2012) obsługiwały również formaty dźwiękowe (MP3).
Amazon zapewnia usługę konwersji plików PDF, DOC, RTF, HTML poprzez wysłanie tych plików na adres e-mail konfigurowalny w panelu klienta. Istnieją też narzędzia pozwalające na samodzielną konwersję, również plików EPUB, np. Mobipocket Reader albo Calibre.

## Aplikacje Kindle
Kindle to nie tylko urządzenie, ale również aplikacja pozwalająca czytać pliki książkowe na innych niż czytnik Kindle urządzeniach. Pod koniec 2009 roku Amazon wydał pierwszą aplikację na komputery PC o nazwie „Kindle for PC”. Program dostępny jest nieodpłatnie i poprawnie działa na systemach Microsoft Windows XP, Vista i 7. Na początku 2010 wydano również aplikację na komputery Macintosh. Pół roku później, w czerwcu 2010 roku, Amazon wydał aplikację Kindle dla systemu Android, iOS i telefonów BlackBerry. W styczniu 2011 roku pojawiła się aplikacja dla urządzeń z systemem Windows Phone. W sierpniu 2011 roku Amazon wydał aplikację sieciową „Kindle Cloud Reader”, pozwalającą na odczyt książek bezpośrednio z poziomu przeglądarki internetowej.